# Llobregat d'Empordà
Le Llobregat d'Emporda est une rivière du Haut-Ampurdan, affluent de la Muga sur sa rive gauche. Il prend sa source au pic du Llobregat, passe par la Jonquera et reçoit les eaux du versant sud du massif des Albères.
C'est une rivière de régime pluvial, alimentée généralement par les pluies de l'automne avec un débit minimum au mois d'août.
En ce qui concerne la diversité biologique, c'est une rivière refermant beaucoup de vie : les espèces spécifiques des rivières catalanes la peuplent : barbeaux, truites, écrevisses (actuellement dominées par celles d'Amérique, l'espèce locale a presque disparu), anguilles, serpents d'eau, salamandres, crapauds, grenouilles…
Les rives sont garnies de végétation propre aux rivages : aulnes, peupliers…

## Affluents principaux
- la rivière de Guilla,
- l'Orlina
- le Ricardell
- la riera de Torrelles
- le Merdançà.